# Piatra Șoimului
Piatra Șoimului es una comuna ubicada en el distrito de Neamț, Rumania.

## Superficie
Posee una superficie de 145,9 kilómetros cuadrados.

## Demografía
Hasta 2021 la población era de 6950 habitantes, con una densidad de población de 47,64 habitantes por kilómetro cuadrado.